# Kagyud Nampar Gyalwa
Kagyud Nampar Gyalwa, también llamado bKa' brgyud rnam par rgyal ba, murió en 1623 y fue un príncipe en el  Tíbet Central. Perteneció a la dinastía Phagmodrupa, que reinó en el Tíbet o en partes del mismo desde 1354 hasta principios del siglo XVII. A veces se le representa como el penúltimo gobernante de la línea, aunque las circunstancias sobre su posición política no están registradas.

## Posición en la dinastía Phagmodrupa
Kagyud Nampar Gyalwa era hijo del anterior gobernante de la dinastía, Ngawang Drakpa Gyaltsen. Según algunas listas, se hizo con el trono después de que su padre, que se sabe murió en 1603 o 1604. Basándose en una historia indígena, Sarat Chandra Das dice de él: 

Desde la época del reinado de Namber-Gyal-van, los jefes y nobles de U' y Tsaṅ han hecho una guerra constante entre ellos, a consecuencia de la cual el poder del rey ha disminuido en gran medida. En ese momento el rey de Tsaṅ se hizo muy poderoso y aprovechando la debilidad del rey reinante se convirtió gradualmente en el soberano de facto del Tíbet.

Su persona es, sin embargo, la más oscura de toda la historia de la Phagmodrupa, y hay muy poca información sobre sus acciones en las crónicas. Para entonces, la dinastía casi había dejado de ejercer cualquier poder ejecutivo en el Tíbet. Las fuentes chinas están en desacuerdo con las tibetanas, ya que dicen que un gobernante llamado Zhashi Cangbu (Tashi Zangpo) floreció después de 1579. Se dice que este gobernante murió alrededor de 1600 y fue sucedido por su hijo anónimo. Una opción es que el hijo era Kagyud Nampar Gyalwa, pero las fuentes indígenas tibetanas sugieren que otro descendiente llamado Mipham Wanggyur Gyalpo ascendió al trono en Nêdong, al sureste de Lhasa, en 1604. Parece que Kagyud Nampar Gyalwa tuvo que contentarse con gobernar como zhabdrung (lama-oficial) en Gongkar, otro bastión de la Phagmodrupa más al oeste. Según las crónicas del  Quinto Dalai Lama, Kagyud Nampar Gyalwa abrió de par en par las puertas del conocimiento religioso y secular, pero prestó especial atención a las doctrinas de la Verdad Absoluta, tales como Mahamudra".

## Anhelando al Dalai Lama
En su época, el Tercer Dalai Lama, amigo de la Phagmodrupa, estrechó sus lazos con los tümed mongoles. Después de su muerte en 1588, un príncipe mongol fue identificado como el nuevo Dalai Lama. El niño, Yonten Gyatso, permaneció en Mongolia durante varios años, aunque muchos tibetanos apelaron a su familia para que le permitiera viajar al Tíbet. Kagyud Nampar Gyalwa escribió un poema en 33 versos donde apeló al joven:

Por favor, conviértete en monje y ven aquí,
A este templo donde se exhiben las apariciones,
A Ü Tsang, la tierra purificada que ha sido limpiada cientos de veces,
Por la corriente fluvial de las palabras de los eruditos indios y tibetanos.
Toma el lugar de tu encarnación anterior
En el intrépido Trono del León de las Nieves,
y girar incesantemente la rueda del dharma a través de cien eones.

En realidad, el cuarto Dalai Lama no llegó al Tíbet hasta 1601. Al llegar a Kökö-hota, Yonten Gyatso fue recibido por representantes de los principales monasterios de Gelugpa y familias nobles de apoyo que ratificaron oficialmente su identidad como una verdadera encarnación, entre ellos un enviado de Mipham Wanggyur Gyalpo, pariente de Kagyud Nampar Gyalwa, quien se hizo cargo del trono, en gran medida ilusorio, unos años más tarde, en 1604, y lo conservó hasta su muerte en 1613. No está claro si Kagyud Nampar Gyalwa alguna vez gobernó en Nêdong en su propio nombre. Su hijo Mipham Sonam Wangchuk Drakpa Namgyal Palzang fue el último gobernante de Phagmodrupa antes de la creación del estado  dhármico de los Dalai Lamas en 1642.